# 1969年人民代表法令
《1969年人民代表法令》是英国议会通過的一項法令。該法令於1970年英国大选（1970年6月18日）時正式生效。該法令将选举权扩大至18至21岁的年輕人。此前，只有21岁以上的人才能投票。在剑桥大学丘吉尔学院的学生团体Junior Common Room代表全国学生联盟向高等法院提出上诉后，議會通過這一法令。